# Mentophilonthus tristichus
Mentophilonthus tristichus – gatunek chrząszcza z rodziny kusakowatych i podrodziny Staphylininae.
Gatunek ten został opisany w 1929 roku przez Malcolma Camerona jako Philonthus tristichus. Jako miejsce typowe wskazał on Dikę w Maudzie. Do rodzaju Mentophilonthus przeniósł go w 2009 roku Lubomír Hromádka, dokonując jego redeskrypcji.
Kusak o ciele długości 6,4 mm. Głowa czarna z ciemnobrązowymi głaszczkami. Czułki czarne z pierwszym i częścią drugiego członu żółtobrązowymi. Przedplecze brązowoczarne; w każdym z jego rowków grzbietowych po jednym punktcie. Pokrywy brązowoczarne z brązowożółtym szwem. Między rzadko rozmieszczonymi punktami na pokrywach obecne mikronakłucia. Odwłok czarny. Odnóża żółtobrązowe z przyciemnionymi stopami i wewnętrzną stroną goleni.
Chrząszcz afrotropikalny, znany tylko z Demokratycznej Republiki Konga.